# احتجاجات سيستان وبلوشستان 2019
احتجاجات سيستان وبلوشستان لعام 2019 هي سلسلة من الاحتجاجات في مقاطعة سيستان وبلوشستان في إيران. بدأت الاحتجاجات في 29 نوفمبر 2019 بعد اعتقال رجل دين بارز مناهض للحكومة.
بدأت الاحتجاجات في 29 نوفمبر في منطقتي باشاماغ وسرباز بعد اعتقال رجل دين بارز. وأغلق المتظاهرون عدة طرق بالمنطقة، وواجهوا رد القوات الأمنية بالغاز المسيل للدموع والرصاص الحي في محاولة لتفريق الحشد. ونتيجة لذلك أصيب ستة متظاهرين على الأقل.